# Серпа
Се́рпа (порт. Serpa; МФА: [ˈseɾ.pɐ]) — муніципалітет і місто в Португалії, в окрузі Бежа. Розташований у південно-східній частині країни, на теренах історичної португальської провінції Алентежу. Належить до Безької діоцезії Католицької церкви в Португалії. Права міського самоврядування має з 1295 року. Поділяється на 5 парафій. За адміністративним поділом, чинним до 1976 року, був складовою провінції Нижнє Алентежу. Площа муніципалітету — 1110,86 км², населення муніципалітету — 19674 ос. (2011); густота населення — 17,71 осіб/км²
. Патрон — Діва Марія. Святковий день муніципалітету — 1-й вівторок після Пасхи. Поштовий індекс — 7830.  Код місцевої адміністративної одиниці — 0213. Складова статистичного регіону Алентежу.

## Географія
Серпа розташоване на південному сході Португалії, на сході округу Бежа, на португальсько-іспанському кордоні.
Місто розташоване за 24 км на південний захід адм. центру округу міста Бежа, на автомобільній трасі Лісабон — Севілья. 
Поблизу міста протікає річка Гвадіана.
Відстань до Лісабона — 159 км, до Бежі — 24 км.
Серпа межує на півночі з муніципалітетом Відігейра, на північному сході — з муніципалітетом Мора (Бежа), на сході — з Іспанією, на півдні — з муніципалітетом Мертола, на заході — з муніципалітетом Бежа.

## Історія
1267 року, за умовами Бадахоського договору між Португальським королівством та Кастильською Короною, Серпа визнавалась володінням останньої.
4 березня 1283 року кастильський король Альфонсо X передав своїй доньці Беатрисі, португальській королеві, замок і поселення Серпа.
1295 року в ході португальсько-кастильскої війни Серпу здобули війська португальського короля Дініша. Того ж року він надав їй форал, яким визнав за поселенням статус містечка та муніципальні самоврядні права. 1297 року Серпу було визнано португальським за умовами Альканісеського договору між Португалією та Кастилією.

## Населення
| Кількість мешканців | Кількість мешканців | Кількість мешканців | Кількість мешканців | Кількість мешканців | Кількість мешканців | Кількість мешканців | Кількість мешканців | Кількість мешканців | Кількість мешканців | Кількість мешканців | Кількість мешканців | Кількість мешканців | Кількість мешканців | Кількість мешканців | Кількість мешканців |
| ------------------- | ------------------- | ------------------- | ------------------- | ------------------- | ------------------- | ------------------- | ------------------- | ------------------- | ------------------- | ------------------- | ------------------- | ------------------- | ------------------- | ------------------- | ------------------- |
| 1864                | 1878                | 1890                | 1900                | 1911                | 1920                | 1930                | 1940                | 1950                | 1960                | 1970                | 1981                | 1991                | 2001                | 2011                |                     |
| 14 299              | 15 354              | 16 699              | 17 357              | 20 703              | 22 029              | 29 445              | 32 965              | 35 007              | 32 476              | 23 872              | 20 784              | 17 915              | 16 723              | 19 674              |                     |

## Економіка

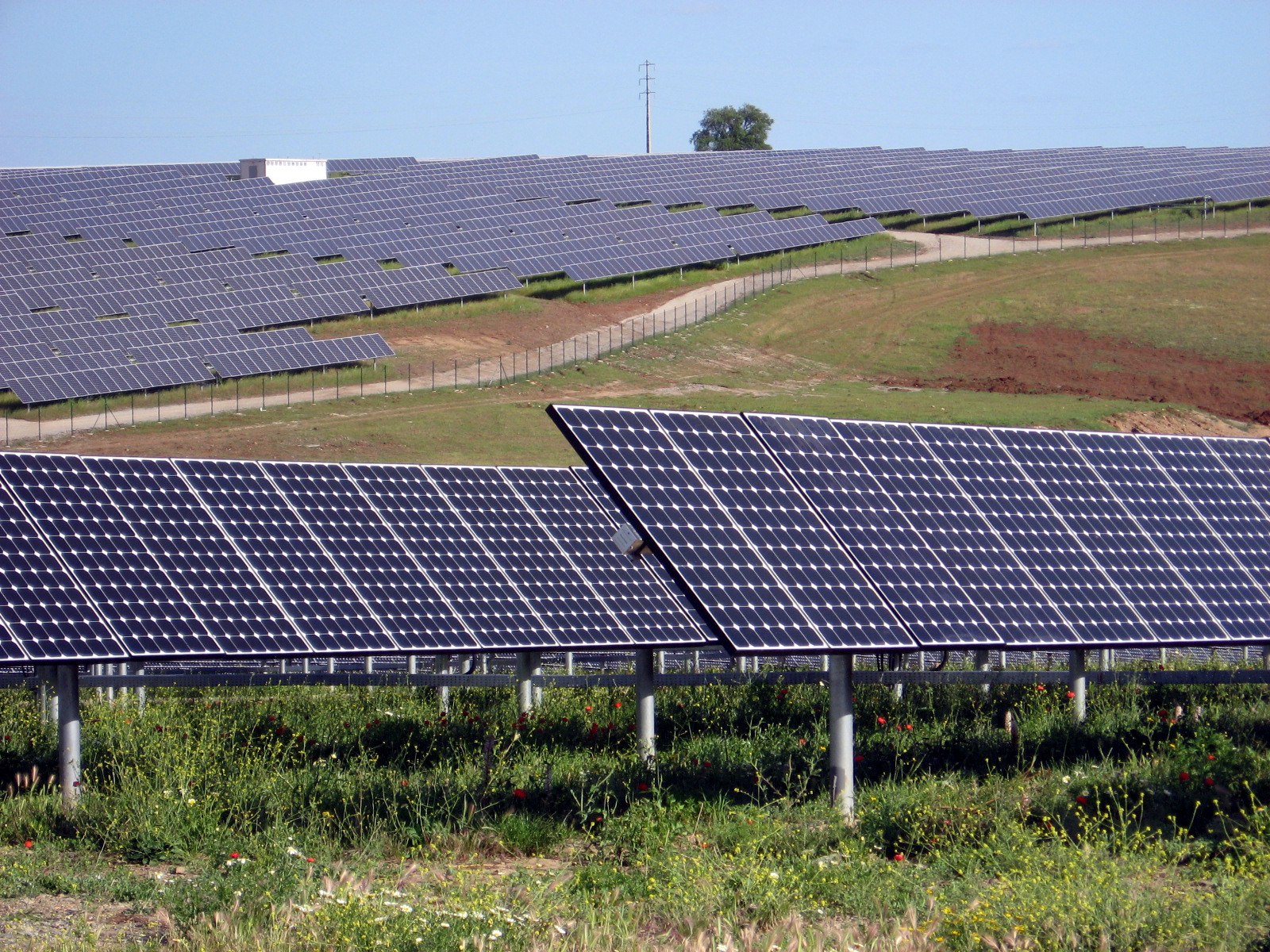
Сонячна електростанція у Серпі

- Сонячна електростанція на 11 МВт (52 000 сонячних модулів)

## Місцева кухня
- Асорда;
- Кальдейрада
- Сир Серпа;
- Ковбаса Ембутідо;

## Парафії
- Віла-Нова-де-Сан-Бенту
- Бріншеш
- Піаш
- Салвадор
- Санта-Марія
- Вале-де-Варгу
- Віла-Верде-де-Фікалю

## Галерея

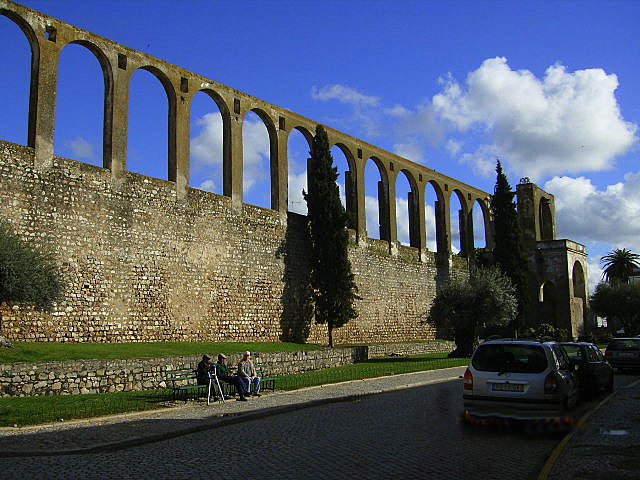
Акведук